# Robert A. Huggins
Robert Alan Huggins (* 26. März 1929 in Stanford in Kalifornien) ist ein amerikanischer Physiker und Materialwissenschaftler, der ab 1954 an der Universität Stanford lehrte. Er war dort von 1961 bis 1977 Direktor des Zentrums für Materialforschung (Center for Materials Research).

## Leben
Huggins wurde als Sohn des Chemikers Maurice L. Huggins auf dem Campus der Universität Stanford geboren. Er erhielt 1950 seinen Bachelorabschluss in Physik am Amherst College in Massachusetts. Seinen Master of Science (M. S.) erhielt er 1952 in Metallurgie am Massachusetts Institute of Technology MIT. Dort promovierte er 1954 ebenfalls im Fach Metallurgie mit einer Arbeit zu Kohlenstoffstahl zum Doktor der Wissenschaften. Ab 1954 lehrte er an der Universität Stanford, zunächst als Assistant Professor, ab 1958 als Associate Professor und ab 1962 als Full Professor für Materialwissenschaft. Er betreute die 1963 abgeschlossene Doktorarbeit von William D. Nix. Er gründete in Stanford das Zentrum für Materialforschung (Center for Materials Research), dessen Direktor er von 1961 bis 1977 war. Ein Stipendium der National Science Foundation ermöglichte ihm 1965 bis 1966 einen Forschungsaufenthalt in der Gruppe von Carl Wagner am Max-Planck-Institut für physikalische Chemie in Göttingen. Diese Zeit hatte eine starke Wirkung auf die von Huggins gewählte Forschungsrichtung. Mit einem 1977 erhaltenen Stipendium der Alexander-von-Humboldt-Stiftung verbrachte er acht Monate am Max-Planck-Institut für Festkörperforschung in Stuttgart-Büsnau. Von 1991 bis 1995 war er Leitender Wissenschaftler am Zentrum für Sonnenenergie- und Wasserstoff-Forschung Baden-Württemberg ZSW in Ulm; er erhielt 1994 eine Honorarprofessur der Universität Ulm. 2000 bis 2004 war er mit einer Honorarprofessur an der Universität Kiel tätig. 2005 kehrte er nach Stanford zurück.

## Schaffen
Huggins beschäftigte sich mit der ionischen Leitfähigkeit in Feststoffen, d. h. mit Festelektrolyten.

## Werke
Huggins veröffentlichte über 400 wissenschaftliche Schriften; er erhielt 13 Patente.
Zu seinen häufig zitierten Veröffentlichungen zählen:
- mit Werner Weppner: Determination of the Kinetic Parameters of Mixed-Conducting Electrodes and Application to the System Li3Sb, 1977[8]
- mit C. Ho, I. D. Raistrick: Application of A-C Techniques to the Study of Lithium Diffusion in Tungsten Trioxide Thin Films, 1980[9]
- mit B. A. Boukamp und G. C. Lesh: All-Solid Lithium Electrodes with Mixed-Conductor Matrix, 1981[10]
- mit C. K. Chan u. a.: High-performance lithium battery anodes using silicon nanowires, 2008[11]

Huggins ist der Autor folgender Bücher:
- Advanced Batteries, Materials Science Aspects, 2009[12]
- Energy Storage: Fundamentals, Materials and Applications, 1. Auflage 2010[13], 2. Auflage 2016[14]

## Auszeichnungen (Auswahl)
- 1957 Robert Lansing Hardy Award des American Institute of Mining, Metallurgical, and Petroleum Engineers (AIME)[15]
- 1982 Forschungspreis der Abteilung Batterie (Battery Division Research Award) der Electrochemical Society[16]
- 1994 Honorarprofessur an der Universität Ulm
- 2000 Honorarprofessur an der Universität Kiel